# J. R. Giddens
Justin Ray Giddens ili J. R. Giddens (Oklahoma City, Oklahoma, SAD, 13. veljače 1985.) je američki košarkaš koji trenutno nastupa za grčki PAOK Solun. Igra na poziciji šutera te je tijekom sveučilišne karijere igrao za sveučilišta University of Kansas te University of New Mexico.

## Karijera

### Sveučilišna karijera
J. R. Giddens je sveučilišnu košarku najprije počeo igrati na University of Kansas čiju je stipendiju prihvatio a momčad je vodio trener Roy Williams. Nakon Williamsovog odlaska i dolaska novog trenera Billa Selfa igrač je napustio momčad. Tijekom prve sezone Giddens je imao prosjek od 11 poena po utakmici.
U svibnju 2005. Giddens prelazi na sveučilište University of New Mexico ali prvu sezonu u novoj momčadi nije igrao zbog suspenzije koja mu je dodijeljena zbog kršenja NCAA transfernih pravila.
U posljednjoj sveučilišnoj sezoni, Giddens je proglašen igračem godine u Mountain West Conference. Istu nagradu je prije njega dobio Andrew Bogut. Tada je košarkaš imao prosjek od 16,3 koševa po utakmici te 8,8 skokova.

### Profesionalna karijera
Na NBA Draftu 2008. igrača je kao 30. pick u prvoj rundi odabrao Boston Celtics. Igrač je za Boston igrao u utakmicama predsezone te je stavljen na listu neaktivnih igrača za prvih 10 utakmica regularnog dijela. Kako bi izborio minutažu u momčadi, Giddens je nastupao za Utah Flash, Bostonov sestrinski klub iz NBA Development League. U matični klub je vraćen 8. veljače 2009.
18. veljače 2010. Celticsi i New York Knicksi su dogovorili trade transfer prema kojem su u New York otišli J. R. Giddens, Bill Walker i Eddie House dok su u Boston prešli Nate Robinson i Marcus Landry.
13. listopada 2010. Giddensov agent je objavio da će košarkaš sezonu 2010./11. provesti u poljskom Asseco Prokom. Međutim, igrač se kratko zadržao u klubu kojeg je na temelju zajedničkog sporazuma napustio u prosincu iste godine.
Nakon nastupa za New Mexico Thunderbirds, J. R. Giddens je u rujnu 2011. potpisao za solunski PAOK.

## Privatni život
- 19. svibnja 2005. tijekom barske tučnjave u Kansasu, Giddens je zadobio udarac koji je rezultirao s 30 šavova.[1]
- igračevi roditelji su Charles i Dianna te ima dvije sestre, Breeannu i Portiju.
- Giddensovi najdraži televizijski likovi su Steve Urkel (humoristična serija Pod istim krovom) te televizijski propovjednik Mr. Rogers.
- košarkaš ima 16 tetovaža, uklučujući slova J i R (inicijale svojeg imena) na lijevom i desnom tricepsu. Također, igrač je tetovirao i citat iz Biblije: "Mogu učiniti sve s Kristom koji mi daje snagu".[9]

## NBA statistika

### Regularni dio
| Godina    | Klub     | Odig. uta. | Uta. poč. | Min. | 2P%  | 3P%  | Sl. bac.% | Skok. | Asist. | Ukr. lop. | Blok. | Koševa |
| --------- | -------- | ---------- | --------- | ---- | ---- | ---- | --------- | ----- | ------ | --------- | ----- | ------ |
| 2008./09. | Boston   | 6          | 0         | 1.3  | .667 | .000 | .000      | .5    | .0     | .2        | .0    | .7     |
| 2009./10. | Boston   | 21         | 1         | 4.7  | .429 | .000 | .500      | 1.0   | .3     | .2        | .0    | 1.1    |
| 2010.     | New York | 11         | 0         | 12.7 | .487 | .000 | .636      | 2.8   | .6     | .5        | .1    | 4.1    |
| Ukupno    |          | 38         | 1         | 6.5  | .476 | .000 | .565      | 1.4   | .3     | .3        | .1    | 1.9    |

## Vanjske poveznice
- Profil igrača na Euroleague.net
- Profil igrača na Draft Express.com  Arhivirana inačica izvorne stranice od 8. lipnja 2023. (Wayback Machine)
- Trying to get past his past - The Boston Globe